# D-Metal Stars
I D-Metal Stars sono un gruppo musicale heavy metal statunitense, formatosi nel 2016 a Los Angeles.

## Storia
Il loro album di debutto Metal Disney è stato pubblicato nell'ottobre 2016 su Walt Disney Records nel mercato giapponese. Ha raggiunto il numero 3 nella classifica Amazon Japan Hard Rock / Metal Best Sellers. L'album è stato poi pubblicato per il mercato statunitense il 31 marzo 2017 da Universal Music Group, arrivando nelle classifiche di Billboard, iTunes e Amazon.
Nel giugno 2017, Metal Disney ha raggiunto lo status di best seller nella classifica Amazon Hard Rock & Metal Digital Music Best Sellers.
L'album è stato interamente composto da Michael Vescera, già noto come cantante degli Obsession, mixato e masterizzato da Greg Reely, che in precedenza ha lavorato con Sarah McLachlan, Fear Factory, Coldplay e Devin Townsend. Michael Nunno è presente in "Mickey Mouse March" con un assolo di tastiera, con cori aggiuntivi dei fratelli di Michael Vescera, Nat e Gar, così come della moglie di John Bruno, Gail Bruno.

## Progetti correlati

### Disney Super Guitar
Nel 2018, Michael Vescera ha arrangiato, prodotto e suonato le tastiere con la Disney Super Guitar, insieme a John Bruno alle chitarre ritmiche, BJ Zampa alla batteria e Chris Vescera al basso. Questa versione strumentale presenta un chitarrista solista ospite in ogni canzone: Zakk Wylde, Paul Gilbert, George Lynch, Richie Kotzen, Orianthi, Bumblefoot, Mike Orlando, Phil X, Jeff Watson e Tak Matsumoto.

### AniMaze
AniMaze X è l'ultimo progetto dei membri di D-Metal Stars. AniMaze X si concentra su una più ampia varietà di temi musicali come supereroi, cartoni animati famosi, cover classiche, musical di Broadway, colonne sonore di film e "classici" di D-Metal Stars. Alla fine del 2020, gli AniMaze X hanno pubblicato il loro album di debutto natalizio AniMazing Xmas, che include interpretazioni metal delle canzoni natalizie preferite, oltre a due canzoni natalizie metal originali. All'inizio del 2021, AniMaze X ha pubblicato una versione metal reinventata del classico dei Beatles "Strawberry Fields Forever".

## Posizioni raggiunte in classifica dalla band
April 2017
- #21 "Billboard Kids Albums Chart"
- #10 "Billboard Spotify Viral 50" - Under the Sea
- #21 "Billboard Spotify Viral 50" - Mickey Mouse March
- #26 "Billboard Spotify Viral 50" - It's a Small World
- #92 "iTunes Chart"
- #5 "Amazon Hard Rock & Metal Digital Music Best Sellers"
- #14 "Amazon Rock Digital Music Best Sellers"

## Formazione

### Formazione attuale
- Michael Vescera - voce, (2016-presente)
- John Bruno - chitarra (2016-presente)
- Jeff Watson - chitarra (2016-presente)
- Rudy Sarzo - basso (2016-presente)
- BJ Zampa - batteria (2016-presente)

## Discografia

### Album in studio
- 2016 – Metal Disney